# El Cazador (comics)
El Cazador est une série de comics inachevée créée en 2003 par Chuck Dixon et Steve Epting pour le compte de CrossGen.

## Contexte
Crossgen était une maison d’édition de comics plutôt spécialisée dans les séries de science-fiction et d’heroic fantasy. Toutes ces bandes avaient comme point commun le Sigil (un sceau aux propriétés fantastiques). Ce n’est pas le cas de El Cazador encore qu’en 2011 la mini série Sigil parue chez Marvel intégrera le bateau pirate dans le sigilverse (contraction de Sigil Universe).

La mayonnaise du Sigilverse ne prenant pas vraiment, El Cazador est une tentative de diversification éditoriale, malheureusement tardive puisque CrossGen fera faillite dès le deuxième trimestre 2004. L’aventure aura duré 4 ans (2000-2004) et laissera de nombreuses séries inachevées dont El Cazador.

## L’histoire
En 1687, l’Europe connait une courte (très courte) période de paix. Dans la mer des Caraïbes le navire La Misericordia et son navire d’escorte El Guardian sont attaqués par des pirates. La mort de Don Francisco Diego-Luis Hidalgo démoralise les soldats espagnols et Blackjack Tom s’empare du bateau.

Outre le butin, il s’empare également d’une mère et de son fils qu’il compte rendre contre rançon. Il met le cap sur Parlatuvier sur l’île de Tobago, tout en laissant à son second, Mister Dane, le soin de le suivre sur sa nouvelle prise de guerre.

Mais dans la nuit une jeune femme tue le second et profite du fait que les pirates complètement ivres dorment pour charger les canons mobiles qui balaieraient le pont en semant la mort. Elle propose alors aux pirates soit de la suivre dans sa vengeance envers Blackjack Tom, soit de couler immédiatement. Bon gré, mal gré les pirates acceptent et demandent le nom de l’impétueuse jeune femme qui leur répond : Donessa Cinzia Elena Maria Esperanza Diego-Luis Hidalgo. 

Interloqués par ce nom à rallonge, les pirates restent cois jusqu’à ce l’un d’entre eux propose la contraction de … Lady Sin, ce qui ne plait pas vraiment à la fougueuse nouvelle capitaine.
Tel est le point de départ de cette aventure qui malheureusement n’a pas connu de fin.

Les 140 planches, aux multiples rebondissements, auraient pourtant mérité un traitement à la hauteur de la qualité de cette saga.

## Analyse de l’œuvre
Quand il prend les rênes de cette série, Chuck Dixon est déjà un auteur confirmé. Il a travaillé sur Batman, Birds of Prey, Punisher, etc. Il quitte ici le monde des super-héros pour entrer dans celui de l’aventure pure et il le fait avec soin.

La plupart des détails qu’il donne sont vrais, où sont en tout cas plausibles. Son histoire n’est pas linéaire car elle intègre différents personnages qui finiront où auraient dû finir par se rejoindre. Parmi eux, Blackjack Tom bien sûr, Lady Sin évidemment, mais aussi Jean Gillon, un traître (d’une manière générale les Français n’ont pas le beau rôle dans cette série) et surtout Redhand Harry.

Dixon truffe ses dialogues de mots vieillots, argotiques (mais non vulgaires) et rend, ou tente de le faire, les différents accents (hollandais, espagnols, italiens, etc.). De nombreuses phrases en français émaillent le texte. Si le plus souvent elles sont grammaticalement correctes, ce qui est rarement le cas dans les v.o. des comics, elles ne « sonnent » pas toujours français et font davantage penser à la traduction d’un bon étudiant en langue mais qui manque encore de pratique.

Sur le plan de l’intrigue, Dixon ne nous épargne rien ou plutôt nous offre tout : combats navals, prises d’assaut, canonnades, mutineries, trafic d‘esclaves, déportation sur des îles désertes, …

Depuis la série franco-belge, Barbe Rouge on n’avait pas lu d’histoires de pirates autant mouvementées, ni aussi bien construites.
Steve Epting était également un dessinateur réputé quand il rejoint le projet El Cazador. Il avait notamment œuvré dans la série des Vengeurs. Son dessin classique, n’est pas académique ce qui confère à ses dessins un réel dynamisme.

De plus il fait souvent le choix d’une case pleine page et plus fréquemment encore celui d’une double planche divisée en deux ou trois bandes, le plus souvent panoramiques. Ses mises en pages et ses « angles de vues » sont très cinématographiques. C’est une incontestable réussite.
À ce concert de louanges, il convient d’associer Frank d’Armata dont la mise en couleurs, à l’aide de l’informatique, est particulièrement soignée. Ces différents atouts expliquent pourquoi un spin off fut lancé. En fait, il s’agissait d’une préquelle expliquant par le menu les origines de Blackjack Tom. Il était visiblement prévu d’en faire une série parallèle mais la déconfiture financière de CrossGen mit fin à l’aventure. 

On peut néanmoins espérer qu’un jour la série refasse surface dans la mesure où Disney a racheté les séries de CrossGen. Ceci explique d’ailleurs comment Sigil a été édité chez Marvel. Un tel espoir, même s’il s’amenuise davantage chaque jour n’est cependant pas vain dans la mesure où El Cazador a été publié en un seul volume chez un autre éditeur de l’écurie Disney : Hyperion. Or le catalogue d’Hyperion est plutôt composé de livres de « prestige » (nombreuses encyclopédies et dictionnaires sur les mondes de Disney par exemple), preuve que l’on attache quelque valeur à cette création Dixon/Epting.

## Publications
Tous les scénarios sont signés Chuck Dixon. Tous les dessins du journal El Cazador sont dus à Steve Epting, ceux de The Bloody Ballad of Blackjack Tom à Sergio Cariello. Les titres des histoires sont donnés à la fin de chaque numéro précédent.

### El Cazador
#1 (Octobre 2003)
1.	Sans titre – 32 planches
#2 (Novembre 2003)
2.	Mutiny! – 22 planches
#3 (Décembre 2003)
3.	A Hanging Offense! – 22 planches
#4 (Janvier 2004)
4.	Sans titre – 22 planches
#5 (Mars 2004)
5.	The Secret of Serpenthead Cay – 20 planches
#6 (Avril 2004)
6.	Boarding Party! – 22 planches
#7 (Annoncé mais jamais sorti)
Sister Vengeance – 

Ces 6 numéros seront repris en 2007 chez Hyperion.

Deux albums reprenant les premiers numéros sortiront en France chez Semic.
1.	Lady Sin -2004
2.	La Ballade de Red Harry -2005

### The Bloody Ballad of Blackjack Tom
#1 (Avril 2004) – 23 planches